# 1789 en Russie
Chronologie de la Russie
- 1785
- 1786
- 1787
- 1788
- 1789
- 1790
- 1791
- 1792
- 1793

Cet article présente les faits marquants de l'année 1789 en Russie.

## Événements
- Guerre russo-suédoise de 1788-1790
- Guerre russo-turque de 1787-1792
  - 1er août : Bataille de Focșani
  - 22 septembre : Bataille de Râmnic
- Fin de la construction du Palais de Tauride à Saint-Pétersbourg